# Elefánthal
Az elefánthal (Gnathonemus petersii) a sugarasúszójú halak (Actinopterygii) osztályának elefánthalak (Osteoglossiformes) rendjébe, ezen belül a csőrösszájú halfélék (Mormyridae) családjába tartozó faj.

## Megjelenése
Különleges kinézetű halfaj, megnyúlt mutatóujjszerű alsó állkapcsáról kapta a nevét.
Teste közepes méretű, átlagosan 20–23 centiméter hosszú. A hal feje testhosszának megközelítőleg a negyedét teszi ki. Színe barnás, a mellúszók „rojtjai” fehér színűek. A hát és a farokalatti úszó kezdete előtt egy fehér, zárójel alakú folt van, hasonló folt található a hát és a farokalatti úszó között is. A hátúszó szegélye fehér, a farokalatti úszó szegélye szintén fehér. A faroknyél hosszú és keskeny, a végén mélyen bemetszett villás farok van, ennek a szegélye is fehér. A hasúszó csökevényes.

## Elektromosimpulzus-szerv
Az elefánthal éjjeli halfaj, ezért a teljes sötétségben kell tájékozódnia, vagy táplálkoznia, ekkor sok hasznát veszi elektromosimpulzus-keltő képességének. Ez a képesség nem olyan erős, mint más elektromos halfajoknál, de éppen elég ahhoz, hogy a teljes sötétségben is táplálékot találjon. Az elektromos ingereket az izmok mozgása kelti, amit a hal a megnyúlt alsó állkapcsán sugároz ki, vagy gömb alakban maga köré fókuszálja. Az előbbit táplálékkeresésre, az utóbbit tájékozódásra használja. Ez a szerv a kommunikálásban is szerepet játszik.

## Életmódja, szaporodása
Éjjeli halfaj, ezért éjjel táplálkozik, nappal pedig elrejtőzik. Fő táplálékai a kagylók, a csigák, egyéb puhatestűek és a rákok. Az aljzaton szeret tartózkodni. A párzási időszakban egymással valósággal „telefonálnak” ami annyit tesz, hogy a hím egy „telefonhívást” kezdeményez a nősténynek, és ha a nőstény elfogadja az „üzenetet”, visszahívja a hímet. Ezek a beszélgetések néhány perctől akár egy óráig is tarthatnak, de átlagosan 10–15 perc alatt végük. Ezután a nőstény lehelyezi ikráit az aljzatra, a hím megtermékenyíti őket. Akváriumban békés természetű hal.

## Elterjedése
Afrikában él Nigéria, a Kongói Demokratikus Köztársaság és Kamerun folyóiban, de néha felkeresi a félsós vizeket is.